# The Pew Charitable Trusts
The Pew Charitable Trusts es una organización independiente, no gubernamental y sin fines de lucro estadounidense fundada en 1948 por los hermanos J. Howard Pew y Joseph N. Pew. Hoy cuenta con más de 5 000 millones de dólares en activos. Su misión es servir al interés público para « mejorar las políticas públicas, informar al público y estimular la vida cívica. » 

## Historia
The Pew Charitable Trusts o también Pew Charitable Trusts, como entidad única, es el sucesor y único beneficiario de siete organizaciones benéficas establecidas entre 1948 y 1979 por dos hijos y dos hijas del fundador de Sunoco (Sun Oil Company) Joseph N. Pew y su esposa Mary Anderson Pew. Entre estas organizaciones se encontraba la Fundación Pew Memorial, que originalmente hacía donaciones de forma anónima, de acuerdo con las creencias religiosas de los padres de que las buenas obras debían realizarse con discreción. Con sede en Filadelfia, Pensilvania (ciudad natal de los donantes), la fundación se convirtió en Pew Memorial Trust en 1956. Entre 1957 y 1979, otros seis " fideicomisos » se crean para representar mejor los diferentes intereses filantrópicos de los cuatro hermanos.
La organización todavía tiene su sede en Filadelfia, con una oficina en Washington D. C. y varias sucursales en todo el mundo.
Aunque The Pew Charitable Trusts es ahora una organización no partidista y no ideológica, Joseph Pew y sus pares fueron clasificados políticamente como conservadores. Una de las siete organizaciones, la J. Howard Pew Freedom Trust, por ejemplo, tenía la misión de « liberar al pueblo estadounidense de los males de la burocracia y unirlos a los valores del libre mercado.»
Entre los primeros beneficiarios del Pew Memorial Trust se incluyen un instituto de investigación del cáncer, la Cruz Roja Americana y un proyecto pionero para apoyar a las universidades históricamente negras. Entre los beneficiarios más recientes se incluyen también organizaciones conservadoras como la John Birch Society, la American Liberty League y el American Enterprise Institute, organizaciones ambientalistas como la Woods Hole Oceanographic Institution y Oceana, y centros de estudios como la Brookings Institution .
En 2002, The Pew Charitable Trusts se convirtió en una organización sin fines de lucro, capaz de recaudar fondos y dedicar hasta un 5 % de su presupuesto para actividades de lobby ante el sector público.
Pew Charitable Trusts también financia el Pew Research Center, el tercer grupo de expertos más grande de los Estados Unidos después de la Brookings Institution y el Center for American Progress .

## Intereses de la organización
El trabajo de The Pew Charitable Trusts abarca desde las áreas de medio ambiente, política nacional, economía, salud, investigación de la opinión pública, servicios humanitarios y las artes y la cultura. Entre sus misiones destacan:  mejorar las políticas públicas mediante un análisis riguroso, conectando diversos intereses en torno a una causa común y enfatizando resultados tangibles; informar al público a través de datos que resaltan los problemas y las tendencias que configuran nuestro mundo; o dinamizar la vida cívica fomentando la participación democrática y el desarrollo de comunidades fuertes.